# Чечотт Віктор Антонович
Ві́ктор Анто́нович Че́чотт (6 (18) червня 1846 , Могильов, Могильовська губернія, Російська імперія  — 19 листопада (2 грудня) 1917 , Петроград ) — музичний критик, піаніст і композитор родом з Могильова.
Музичну освіту здобув у Петербурзі. 1883—1907 учитель музики в Києві і співробітник різних видань, у яких писав і про українську музику.
У Києві створив другу симфонію, музичну картину «Степ», струнний квартет та ін.
Брат психіатра Оттона Чечотта.